# Damm (Jüterbog)
Damm ist ein Wohnplatz der Stadt Jüterbog im Landkreis Teltow-Fläming in Brandenburg.

## Geografische Lage

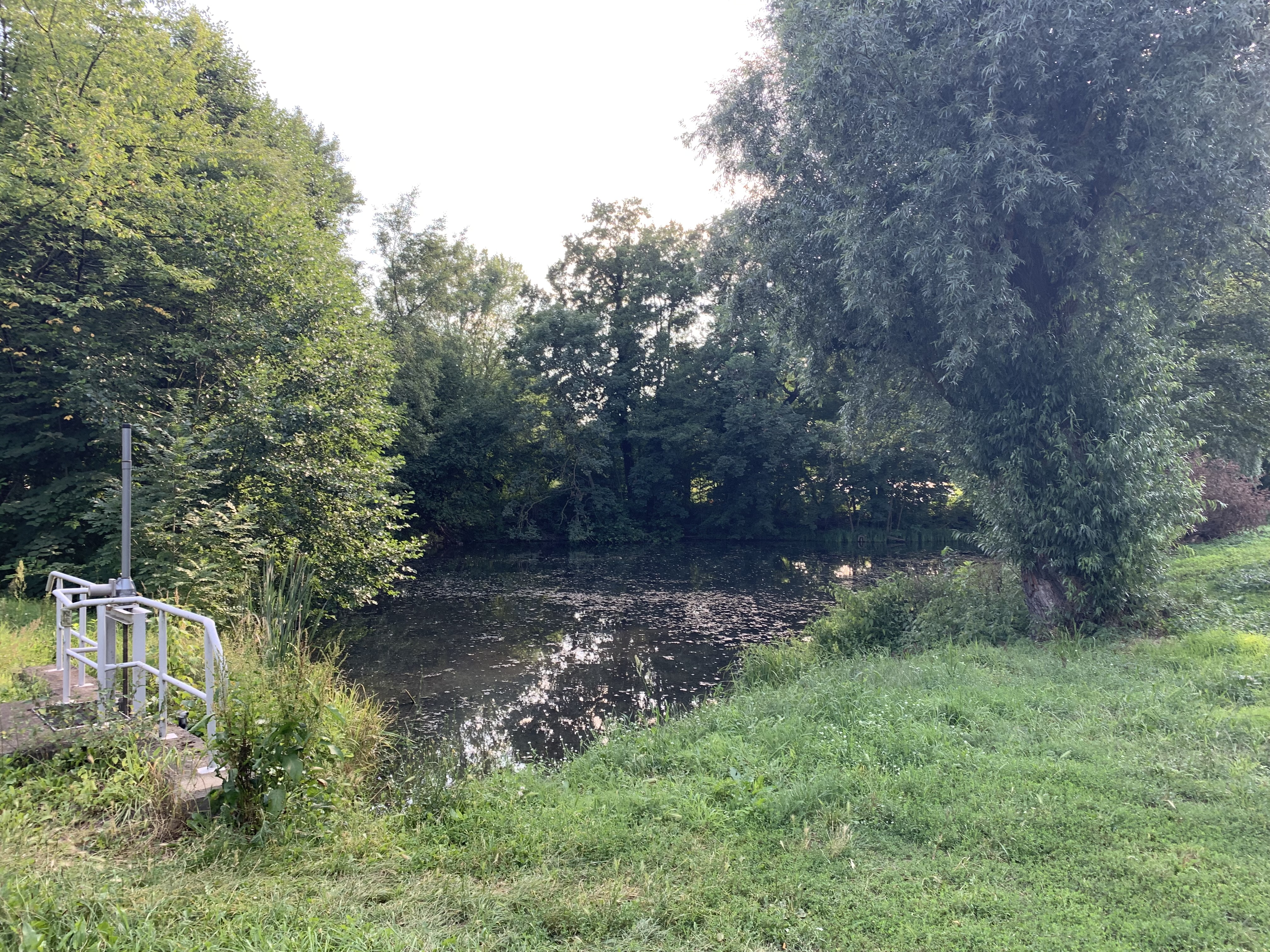
Jüterboger Graben

Der Wohnplatz liegt südwestlich des Stadtzentrums an der Landstraße 81, die in südwestlicher Richtung aus dem Stadtzentrum führt. Östlich liegt der weitere Wohnplatz Waldau. Zwischen dem Stadtzentrum und dem Wohnplatz fließt von Westen kommend der Jüterboger Graben in östlicher Richtung entlang.

## Geschichte

### 13. bis 16. Jahrhundert
Die Siedlung wurde 1356 als uffe dem damme erstmals urkundlich erwähnt und gehörte mit allem Recht von 1369 bis 1817 der Vogtei bzw. dem Amt Jüterbog. Ein freier Hof und ein Garten auf dem Damm vor Jüterbog gehörte bis 1436 der Familie Axen, die ihn 1438 an den erzbischöflichen Kellner Curd weitergaben. Er gab ihn 1466 in die Anwartschaft der Familie Brand. Anschließend fiel er an den Landesherrn und wurde von dort 1479 an die Familie Ludewig erneut verlehnt. Anschließend kam er an den Landesherrn bzw. das Amt. Ein Hof und ein Haus auf dem Damm (1466) gehörten bis nach 1466 dem Bürger Heinrichsdorf aus Treuenbrietzen, bevor auch dieser an den Landesherrn fiel. Ein Garten und ein Haus (1467) gehörten bis 1467 der Familie Engel. Anschließend kam er in den Besitz des Bürgers Fuhrental aus Jüterbog und blieb dort bis 1538. Die Familie von Klitzing besaß den Anteil bis 1568, anschließend bis 1628 die Familie Uder. Weitere Eigentümer waren die Familie Steuernagel (1628–1654), die Familie Junack (1654–1708), die Familie Wollersheim (1708–1742) sowie bis nach 1813 die Familie Flemming. Ein Krug mit Haus und Hof waren 1489 im Besitz der Familie Schreiber. Der Bürger Freudemann besaß von 1499 bis 1528 einen Garten vor dem Schloss (1499), der 1528 bis nach 1554 an die Familie Plathe und von dort nach 1554 an die Familie von Schönermark ging. Ein weiterer Garten auf dem Damm zwischen Schloss und Stadt (1546) war von 1546 bis 1558 ebenfalls im Besitz der Familie Freudemann. Er kam bis 1682 in den Besitz der Familie von Klitzing, anschließend von 1682 bis 1687 an die Familie Droste und von 1687 bis nach 1689 an die Familie von Lüttichau. Alle genannten Anteile fielen danach an den Landesherrn bzw. das Amt. In dieser Zeit erschien das Dorf im Jahr 1369 mit einer Größe von 34 Hufen. Eine indirekte Erwähnung existiert durch einen Bürger Pet(rus) de damm (in Jüterbog) im Jahr 1380 in einer Jüterboger Akte. Die Schreibweise vf dem Thamme vor Jutirbogk erschien 1438. In den Jahren 1492/1496 wurde von einem Amtshof mit Krug berichtet. Die Bewohner zahlten um 1500 insgesamt 50 Schwertschock 58 Schwertgroschen Steuer zur Anlage. Im Jahr 1516 leisteten die Bewohner vffm Thamme vor Juterbogk Abgaben in Höhe von 90 Rheinischen Gulden (fl) zur Steuer, 1534 betrugen die Abgaben der Bewohner Der tham 148 fl 3 Groschen (gr) 5 Pfennig (d) zum 50. Pfenning. Die Siedlung wurde 1547 im Schmalkaldischen Krieg niedergebrannt; 1552 wurde von 44 abgebrannten Erben berichtet. Die Einwohner leisteten 1586 Abgaben in Höhe von 50 Taler zum 70. Pfennig.

### 17. Jahrhundert
Im Jahr 1606 lebten in Damm elf Hufner, darunter der Richter sowie 44 Kossäten und zehn Büdner; 1609 wurde von 65 Untertanen berichtet. Um 1625 waren es zehn Hufner, vier Halbspänner sowie 32 Kossäten und Gärtner, 1627 elf Hufner und 33 Kossäten sowie 1637 insgesamt vier Hufner, drei Halbspänner, zehn Kossäten und 19 Gärtner. Damm litt ebenfalls unter den Folgen des Dreißigjährigen Krieges: 1648 lebte im Dorf der Richter, der drei Hufen bewirtschaftete. Von den neun Ackerleuten lag ein Gut wüst, von den zehn Gärtnern waren es sechs. Ein Gärtner arbeitete als Böttcher und besaß ein Ende, das Worde genannt wurde. Ein anderer bewirtschaftete eine Windmühle; einer arbeitete als Schmied. Es gab weiterhin einen Schwarzfärber und einen Tischler, der zwei Enden Land besaß. Dem Krüger stand eine Hufe, der Krug und das Backhaus zu. Vor dem Schlossende besaß der Pfarrer aus Neuhof ein Häuslein und einen Garten. Ein weiterer Garten war im Besitz des Pfarrers von St. Marien. Der Vogt aus Jüterbog besaß ein Häuslein und Garten, ebenso zwei Witwen aus der Stadt. Eine Statistik aus dem Jahr 1661 führte zehn Ackerleute auf: fünf von ihnen besaßen je zwei Hufen, einer eine Freibude, einer zwei Hufen und ½ Hufe in Lüttgen-Bochow. Einer besaß 1 ½ Hufen und eine freie Windmühle, ein anderer zwei Hufen in Lüttgen-Bochow. Ein Einwohner besaß je eine Hufe in Damm und Lüttgen-Bochow, ein anderer ½ Hufe in Damm und eine Hufe in Lüttgen-Bochow. Von den drei Kossäten besaß einer eine Hufe und einen Garten, ein anderer eine Hufe und ein Haus und Garten, während der dritte Hof wüst lag. Es gab neun Häusler, von denen jedoch fünf wüst lagen. Die Gemarkung war 18 ½ Hufen groß; hinzu kamen 4 ½ Hufen auf der wüsten Feldmark Lüttgen-Bochow. Im Dorf lebten 1664 unter anderem ein Wahlschulze, neun volle Ackerleute, ein halber Ackermann, elf Dienstkossäten sowie 23 Gärtner oder Halbkossäten. Es gab außerdem zwei dienstfreie Gärtner, zehn Freibuden, zehn Dienstbuden auf dem Schlossende sowie nach wie vor eine wüste Kossätenstelle, acht Halbkossätenstellen und eine Freibudenstelle. Von den Bewohnern bewirtschafteten im Jahr 1668 insgesamt sieben Personen je zwei Hufen. Einer besaß 1 ½ Hufe, fünf Einwohner je eine Hufe, ein Einwohner ½ Hufe. Dem Pfarrer aus Niedergörsdorf stand ½ Hufe zu; der Familie Junack zwei Hufen. Eine Statistik aus dem Jahr 1699 führte elf Bauern auf: einer besaß 2 ½ Hufen, zwei je zwei Hufen, einer 1 ½ Hufen. Von den 20 Kossätengütern lagen elf wüst, einer hatte ½ Hufe. Es gab zehn Gärtner sowie eine Fläche von 22 ½ Hufen.

### 18. Jahrhundert
Eine Statistik aus dem Jahr 1704 führt für Damm insgesamt elf Güter auf: zwei besaßen je zwei Hufen, einer zwei Hufen und eine Hufe in Lüttgen-Bochow, einer zwei Hufen und ½ Hufe in Lüttgen-Bochow, einer 1 ½ Hufen auf dem Damm und eine Windmühle. Ein weiterer Bewohner besaß eine Hufe auf dem Damm und eine Hufe in Lüttgen-Bochow, einer eine Hufe zu Damm, einer 2 ½ Hufen in Lüttgen-Bochow und eine Kossätenstelle. Es gab insgesamt 29 Kossätenhöfe, von denen zehn ohne Raum waren, eine wüst lag und eine Stelle eine Hufe zu Damm und eine Mühle besaß. Eine weitere Stelle hatte einen Hof mit einem Scheffel Aussaat und einen Seegarten mit einem Scheffel Aussaat. Zwei Kossätenhöfe ohne Raum besaßen je eine Windmühle und einen Krautgarten zu 8 Scheffel Aussaat, einen Hof zu 1 Scheffel Aussaat mit einer Bude. Ein Einwohner besaß einen Hof mit einer Scheffel Aussaat, ein anderer einen Hof zu 9 Metzen Aussaat, ein anderer einen Hof zu 8 Metzen Aussaat und einen Krautgarten zu 8 Metzen Aussaat. Zwei Höfe kamen auf je 8 Metzen Aussaat, ein Hof besaß eine Windmühle und einen Kohlgarten zu zwei Metzen Aussaat. Ein Hof kam auf 2 Metzen Aussaat, ein anderer auf eine Metze Aussaat sowie eine Windmühle. Ein Einwohner besaß einen Hof mit einer Metze Aussaat, ein anderer hatte einen Hof ohne Raum und eine Windmühle. Das Krügergut war mit einer Hufe in Damm ausgestattet. Die beiden Hausstellen lagen wüst, ebenso ein Hausstellichen. Die Gemarkung war nur noch 18 Hufen groß, dazu kamen sechs Hufen auf der wüsten Feldmark Lüttgen-Bochow. Eine Statistik aus dem Jahr 1714 führte den Richter, zwei Gerichtsschöppen, acht Hufner, 31 Kossäten, Gärtner und Häusler sowie acht Schlossbüdner auf. Eine detaillierte Statistik liegt aus dem Jahr 1721 vor. Demzufolge gab es den Erbrichter mit Haus, Garten und 1 ½ zu Damm sowie einem Stück Acker in der Feldmark von Bochow mit 3 Scheffel Aussaat und ½ Wörde zu 1 Scheffel Aussaat zu Lüttgen-Bochow. Es gab weiterhin zehn Ackerleute: Einer hatte ein Haus, Garten, 1 Hufe zu Damm, 1 Hufe zu Lüttgen-Bochow, einer hatte ein Haus, Garten, 2 ½ Hufen zu Lüttgen-Bochow, einer hatte ein Haus und 2 Hufen zu Damm, einer war Erbkrüger und Erbbäcker mit Wohnhaus, Erbkrug und Backhaus sowie einer Hufe zu Damm. Einer hatte ein Haus, Garten, ½ Hufe zu Damm, einen Kohlgarten, 1 Hufe zu Lüttgen-Bochow, einer hatte ein Haus, zwei Hufen zu Damm und ½ Wörde zu Lüttgen-Bochow. Einer hatte ein Haus und Garten zu 1 ½ Scheffel Aussaat, 2 Hufen zu Damm und eine Wiese, die Seelichen genannt wurde und zu Lüttgen-Bochow gehörte sowie eine kleine Wiese. Einer besaß ein Haus, 2 Hufen zu Damm, ½ Hufe zu Lüttgen-Bochow und einen Kohlgarten; einer hatte ein Haus, 2 Hufen zu Damm und einen Kohlgarten. Im Dorf lebten weiterhin neun Gärtner: drei besaßen ein Haus und Garten, einer ein Haus und Garten zu 9 Metzen Aussaat, einer ein Haus und Garten zu 8 Metzen Aussaat, einer ein Haus und Garten zu 1 Scheffel Aussaat und einen freien Gartenfleck zu 1 Scheffel Aussaat sowie ½ sogenannte Nonnenhufe. Ein Gärtner besaß Haus, Hof und einen Garten zu 1 Scheffel Aussaat, 1 Hufe zu Damm, ein Stück Acker (Rückgen genannt) zu 8 Metzen Aussaat, ein anderer ein Haus und Garten zu 4 Metzen Aussaat. Einer besaß ein Haus und Garten zu 1 Scheffel Aussaat und einen freien Weinberg. Ein Gärtner war Böttcher und besaß ein Haus und Garten zu 8 Metzen Aussaat sowie einen Kohlgarten; ein anderer Gärtner war Schmied, hatte ein Haus und Garten zu 4 Metzen Aussaat sowie die Mühle vor Damm und ein Stück Acker auf Kappan sowie einen Kohlgarten. Ein Gärtner war Windmüller mit Haus und Garten zu 8 Metzen Aussaat sowie die Windmühle vor Damm; ein anderer Gärtner war ebenfalls Windmüller mit Haus, Garten, Kohlgarten zu 8 Metzen Aussaat und eine weitere Windmühle vor Damm. Ein dritter Gärtner war ebenfalls Windmüller und besaß ein Haus und Garten zu 12 Metzen Aussaat, eine Hufe zu Damm, 1 Stück Acker (Rückgen genannt) zu 1 Scheffel Aussaat, 1 Stück Acker auf Kappan zu 3 Scheffel Aussaat, 2 Stück Acker zu 3 Scheffel Aussaat auf Lüttgen-Bochow (die Seelichen genannt), 1 ½ dergleichen Seelichen zu 2 Scheffel Aussaat und ca. 1 ½ mäßig gutes Fuder Heu und ein Stück Wiese zu Lüttgen-Bochow. Von den 13 Häuslern besaß jeder ein Haus, einer besaß noch einen Garten zu 3 Metzen Aussaat, ½ sogenannte Nonnenhufe und ½ Hufe zu Lüttgen-Bochow. Ein Häusler besaß Haus und Windmühle, einer ein Haus und Windmühle vor Damm, einen Kohlgarten zu 2 Metzen Aussaat, 2 Stück Sandland (Fuchsberge genannt) zu je 3 Scheffel Aussaat, 4 Stücke auf Kappan zu je 3 Scheffel Aussaat, 4 Stücke auf Kappan zu je 3 Scheffel Aussaat und dergleichen Stück zu 1 ½ Scheffel Aussaat. Ein Büdner besaß eine Bude und Gartenfleck von 60 Ellen Länge bei 10 Ellen Breite. Das Kuhhirtenhaus gehörte der Gemeinde, den Teupitschen Erben eine Hufe, den Kauleys Erben ½ Hufe, den Niendorfs Erben ½ Hufe, der Familie Baby eine Hufe und der Familie Amelang ein Kohlgarten. Drei Nonnehufen waren an die Familie Grohmann, Kauley, Braune, Walther und Güthling vererbt. Am Schlossende lebten ein Gärtner mit Bude und Garten, ein Gärtner mit Haus und Garten zu 1 Scheffel Aussaat, ein Häusler mit Haus und Garten, ein Häusler mit Haus sowie ein Bürger aus Jüterbog mit Bude und Garten. Ein anderer Häusler besaß ein Haus, einer ein Haus am Amtsgarten, sowie ein weiterer Häusler mit ebenfalls einem Haus. Insgesamt gab es zehn Schlossbuden, die je mit einem kleinen Häusler und einem daran liegenden Garten ausgestattet waren. Die Gemarkung war 31 ½ Hufen groß; hinzu kamen 5 ½ Hufen auf Lüttgen-Bochow. Im Jahr 1746 wurde lediglich von 50 Einwohnern berichtet (darunter der Erbrichter) sowie elf Schlossbüdner (darunter der Nonnenwinzer). Die Gemarkung war im Folgejahr 36 Hufen groß. In Damm lebten im Jahr 1760 unter anderem der Erbrichter, neun Ackerleute, sechs Kossäten mit Acker sowie 35 Kossäten ohne Acker und Häusler. Es gab zehn Schlossbuden, sieben andere Buden, die Udersburg mit 14 Freibuden und 68 Feuerstellen (=Haushalte). Die Gemarkung war 18 ½ Hufen groß; hinzu kamen 6 Hufen auf Lüttgen-Bochow. Die Bezeichnung Damm erschien erstmals im Jahr 1768 offiziell in den Akten. Eine Statistik aus dem Jahr 1777 verzeichnete zehn Ackerleute (darunter den Erbrichter), vier große Kossäten, sieben kleine Kossäten, sieben Gärtner und 22 Häusler.

### 19. Jahrhundert
Im Jahr 1800 gab es zehn Anspänner, 18 Kossäten, 21 Häusler sowie 50 Pferde und 68 Kühle in Damm. Für 1815/1816 wurde von einem Windmüller, einem Hufschmied, einem Rademacher, zwei Leinewebern, einem Maurer, einem Strumpfwirker, einem Schneider, einem Krüger und drei Ölschlägern berichtet. Es gab 5 ½ ordentliche und 1 3⁄16 außerordentliche Magazinhufen; in Summe 6 11⁄16 Hufen. Damm entwickelte sich zur Vorstadt von Jüterbog und bestand im Jahr 1837 als Dorf mit Ziegelei und Kreishaus. Dort lebten unter anderem fünf Zimmerleute, drei Rade- und Stellmachermeister, ein Maurermeister (mit 16 Gesellen und Lehrlingen) und zwei Grobschmiedemeister. Neben der Ziegelei gab es neun Windmühlen, einen Schankwirt, zwei Musikanten, 11 männliche und 16 weibliche Dienstboten sowie 89 Wohnhäuser. Im Jahr 1840 gab es in Damm unter anderem zwei Weber, einen Schmied, zwei Stellmacher sowie sechs Müller. Das Dorf war im Jahr 1858 insgesamt 2116 Morgen (Mg) groß: 43 Mg Gehöfte, 13 Mg Gartenland, 1968 Mg Acker, 90 Mg Wiese, 2 Mg Weide. Darin standen fünf öffentliche, 93 Wohn- und 159 Wirtschaftsgebäude (darunter sechs Getreidemühlen und drei Ziegeleien). Es gab zwei Abbauten mit je einer Ziegelei. Neben dem Dorf gab es ein Etablissement mit dem Kreishaus zu Damm, das Sitz des Landratsamtes und der Kreiskasse war. Es war 7 Mg groß und bestand aus 3 Mg Gehöfte und 4 Mg Gartenland mit einem öffentlichen, einen Wohn- und vier Wirtschaftsgebäuden. Das Etablissement wurde vor 1871 mit Gemeindebezirk Damm vereinigt. Damm bestand im Jahr 1860 als Dorf im Anschluss der Stadt Jüterbog sowie zwei Abbauten; im Jahr 1871 mit Wohnplatz fiskalisches Etablissement Kreishaus Damm. Das Fabriketablissement im Anschluss des Dorfes Damm wurde 1876 vom Gutsbezirk Kappan eingemeindet, die wüste Feldmark Lüttgen-Bochow kam zwei Jahre später hinzu. Damm bestand 1885 mit den Wohnplätzen Kreishaus und Ziegeleien, 1891 als Pfarrdorf, Ziegelei und 1895 mit dem Wohnplatz Ziegeleien.

### 20. Jahrhundert
Im Damm standen zur Jahrhundertwende auf 662,1 Hektar (ha) insgesamt 134 Häuser. Dort lebten unter anderem ein Braumeister, drei Hauptleute, ein Kaufmann, ein königlicher Landrat, ein Major, ein Oberleutnant und zwei Tuchfabrikanten (1901). Es gab außerdem eine Vereinsbrauerei. Das Dorf bestand 1905 mit den Wohnplätzen Lehmanns Ziegelei und Schäfers Ziegelei. Ab dem Ersten Weltkrieg wurden große Flächen militärisch genutzt; es entstand der Fliegerhorst Jüterbog-Damm. Im Jahr 1931 wurde Damm Landgemeinde mit den Wohnplätzen Lehmanns Ziegelei und Schäfers Ziegelei und umfasste eine Fläche von 627 ha mit 172 Wohnhäusern und 328 Haushaltungen. Sechs Jahre später erfolgte die Vereinigung mit der Stadtgemeinde Jüterbog.
Nach dem Zweiten Weltkrieg gründete sich im Jahr 1956 eine LPG vom Typ I mit sieben Mitgliedern und 43 Hektar landwirtschaftlicher Nutzfläche, die drei Jahre später zu einer LPG Typ III überging. Diese Bestand im Folgejahr mit 56 Mitgliedern und 426 ha Fläche und kam 1966 an die LPG Typ I Kappan. Im Jahr 1976 schloss sie sich mit der LPG Typ III Neumarkt zusammen. Im Jahr 1983 bestand die LPG (T) Jüterbog Abteilung Damm.